# Capital économique (sociologie)
Pour l’article homonyme, voir Capital économique.
Le capital économique est l’ensemble des ressources économiques d'un individu, c'est-à-dire à la fois ses revenus et, au sens large, son patrimoine. Le capital économique est un concept de sociologie qui a été popularisé par Pierre Bourdieu.

## Concept

### Capital parmi les capitaux
Dans La Distinction, le sociologue Pierre Bourdieu cherche à expliquer la place des individus dans l'espace social. Il considère que toute individualité est dotée de trois types de capitaux : le capital social, le capital culturel, et le capital économique. Les trois types de capitaux coexistent et peuvent interagir. Ainsi, lorsqu'une personne achète des œuvres d'art coûteuses, son acquéreur transforme du capital économique en du capital social.

### Matérialité et transmissivité
À l'inverse des autres capitaux, le capital économique est un bien matériel. Le capital culturel peut certes être objectivé (par la détention d'un diplôme physique, ou d'une bibliothèque privée vaste), mais le capital économique se distingue par son caractère éminemment malléable et utilisable instantanément par le biais d'un paiement. La conséquence de cette physicalité est qu'il est le capital qui se transmet le plus facilement d'une génération à l'autre. La monnaie est, pour Bourdieu, la « réalisation » ultime de ce capital. 

### Structuration sociale
Au-delà du caractère individuel de la possession de capital économique, ce type de capital a un effet structurant dans l'espace public et dans le monde social, en ce qu'il permet d'acquérir des biens que d'autres ne peuvent se procurer, augmenter son niveau de vie, etc. Le capital économique est donc un facteur de distinction, de différenciation. 

### Historicité
Bourdieu soutient que la société capitaliste a donné à son capital toute son importance, et que, dans les sociétés pré-capitalistes, l'honneur avait une fonction sociale bien plus importante. Cela serait dû au fait que le capitalisme veuille imposer une efficience et une optimalité en toute chose ; or, le capital économique, contrairement à l'honneur, est « plus facile à gérer rationnellement ».  